# Miljøøkonomi
Miljøøkonomi er den gren af den økonomiske videnskab, der anvender dennes metoder og tankegang på miljøproblemer og miljøpolitik.
Miljøøkonomien forklarer som regel forureningsproblemer som biprodukter ved økonomiske aktiviteter som produktion og forbrug. På grund af markedsfejl som negative eksternaliteter og offentlige goder vil en ureguleret markedsøkonomi typisk frembringe for meget forurening. Der er derfor behov for at gribe ind og begrænse forureningen. Miljøøkonomer vil typisk anbefale at gøre dette ved hjælp af økonomiske styringsmidler som miljøafgifter eller omsættelige forureningskvoter.
Forureningen bør begrænses indtil det niveau, hvor omkostningerne ved at reducere den yderligere vil overstige gevinsten ved lavere forurening. For at kunne vurdere, hvor dette niveau ligger, er det nødvendigt at kunne sammenligne omkostninger og gevinster ved en given forureningsreduktion. Miljøøkonomi beskæftiger sig derfor også indgående med værdisætning af miljøgoder til brug i f.eks. cost-benefit-analyser.
Miljøøkonomi er tæt beslægtet med resurseøkonomi, der beskæftiger sig med den optimale udnyttelse og anvendelse af naturresurser, såvel fornybare som fisk, hvede og tømmer som ikke-fornybare som kul, olie og mineraler. Ofte behandles dette emne som en del af undervisningen i miljøøkonomiske sammenhænge. 
Miljøøkonomi beskæftiger sig også med sammenhængen mellem økonomisk vækst og miljøet. Er det muligt at opnå permanent bæredygtig vækst? Her er graden af substitutionsmuligheder mellem naturskabte goder (”naturkapital”) og menneskeskabte goder central for mulighederne for en fortsat produktionsvækst.
De økonomiske vismænd har siden 1994 været lovmæssigt forpligtet til også at behandle miljøøkonomiske emner i deres arbejde. Siden 2007 har de udsendt en årlig miljøøkonomisk vismandsrapport, der har beskæftiget sig med emner som energi- og klimapolitik, grønne afgifter, vandmiljø, landbrug, trafikstøj, biodiversitet, ægte opsparing og affaldsproblemer.
Miljøøkonomi bør ikke forveksles med økologisk økonomi, som beskæftiger sig med de samme overordnede emneområder, men anvender andre tankegange. Mens miljøøkonomi anvender almindelige mainstream-økonomiske metoder og tilgange, er økologisk økonomi mere radikal i sin tilgang og opfatter sig ofte som oppositionel i forhold til den dominerende økonomiske videnskab.   